# Податкова система Польщі
Податкова система Польщі — сукупність загальнодержавних та місцевих податків та зборів Польщі, що стягуються в установленому порядку. Податкові надходження в Польщі становили 33,9 % від ВВП країни станом на 2017 рік. Найважливішими джерелами доходів є податок на доходи, соціальне страхування, корпоративний податок та податок на додану вартість, які застосовуються на національному рівні.  
Зароблений дохід, як правило, оподатковується прогресивним податком на прибуток, який поширюється на всіх, хто працює.

## Податок на додану вартість (VAT)
У 1993 році Польща запровадила свою систему податку на додану вартість. Польський ПДВ контролюється законами про ПДВ та Фіскальним кримінальним кодексом, і його застосовує Міністерство фінансів. Регулювання справляння податку на додану вартість в Польщі здійснюється на підставі Закону "Про податок на товари та послуги" (Ustawa z dnia 11 marca 2004 r. o podatku od towarów i usług)https://isap.sejm.gov.pl/isap.nsf/DocDetails.xsp?id=WDU20040540535
Податок на додану вартість застосовується в основному до торгівлі товарами в Польщі. 23% - це основна ставка. Більш низькі ставки 8% та 5% застосовуються до продуктів харчування. Крім того, деякі послуги оподатковуються за ставкою 0% або звільняються від податку на додану вартість (наприклад, фінансові та поштові послуги). 

## Податок на доходи в 2020
Податок на прибуток у 2020 році розраховується таким чином:
| Річний дохід       | Податок на прибуток                                |
| ------------------ | -------------------------------------------------- |
| 0 PLN - 85 528 PLN | 17% доходу за мінусом суми зменшення податків      |
| over 85 528 PLN    | 14 539,76 PLN + 32% of the surplus over 85 528 PLN |

Друга таблиця використовується для визначення суми зменшення податку з податку у 2020 році.
| Річний дохід             | Сума зменшення податку (сума, яку потрібно відняти з податку) |
| ------------------------ | ------------------------------------------------------------- |
| 0 PLN - 8 000 PLN        | 1 360 PLN                                                     |
| 8 000 PLN - 13 000 PLN   | {\displaystyle 834,88\times (income-8000) \over 5000} PLN     |
| 13 000 PLN - 85 528 PLN  | 525,12 PLN                                                    |
| 85 528 PLN - 127 000 PLN | {\displaystyle 525,12\times (income-85528) \over 41472}PLN    |
| понад 127 000 PLN        | 0 PLN                                                         |

## Внески на соціальне страхування в 2020 році
Максимальна зарплата в 2020 році, для якої застосовуються нижчі ставки, становить 156 810 злотих.
| Страховий поліс                       | Всього      | % Працівника (від загальної валової зарплати) | % Роботодавця (від загальної валової зарплати)                                                   |
| ------------------------------------- | ----------- | --------------------------------------------- | ------------------------------------------------------------------------------------------------ |
| Пенсії та страхування по інвалідності | 27,52%      | 11,26%                                        | 16,26%                                                                                           |
| Страхування на випадок хвороби        | 2,45%       | 2,45%                                         | -                                                                                                |
| Страхування від нещасних випадків     | 0,67%-3,33% | -                                             | 1.67% (до 9 працівників), 0,67%-3,33% (більше 9 працівників, ставка залежить від сектору бізнесу |
| Фонд праці                            | 2,45%       | -                                             | 2,45%                                                                                            |
| Фонд гарантованих виплат працівникам  | 0,10%       | -                                             | 0,10%                                                                                            |